# Холод, Тимофей Алексеевич
Тимофей Алексеевич Холод (1898, дер. Новостроевка-Первая, Курская губерния — 1944) — ефрейтор Рабоче-крестьянской Красной Армии, участник Великой Отечественной войны, Герой Советского Союза (1944).

## Биография
Тимофей Холод родился в 1898 году в деревне Новостроевка-Первая (ныне — центр Новостроевского сельского поселения, Грайворонский район, Белгородская область). После окончания начальной школы работал в колхозе. В феврале 1943 года Холод был призван на службу в Рабоче-крестьянскую Красную Армию. С марта того же года — на фронтах Великой Отечественной войны.
К июню 1944 года гвардии ефрейтор Тимофей Холод был пулемётчиком 201-го гвардейского стрелкового полка 67-й гвардейской стрелковой дивизии 6-й гвардейской армии 1-го Прибалтийского фронта. Отличился во время освобождения Витебской области Белорусской ССР. 22 июня 1944 года Холод участвовал в бою за освобождение села Радьково Бешенковичского района, а 24 июня одним из первых переправился через Западную Двину в районе деревни Буй того же района, прикрыв переправу основных сил полка.
Указом Президиума Верховного Совета СССР от 22 июля 1944 года гвардии ефрейтор Тимофей Холод был удостоен высокого звания Героя Советского Союза. Орден Ленина и медаль «Золотая Звезда» он получить не успел, так как в августе 1944 года пропал без вести.

## Память
- В честь Холода названа улица в его родной деревне.
- В г. Грайворон на Мемориале памяти герою установлен бюст.

- Бюст Герою Советского Союза Холоду Тимофею Алексеевичу, Мемориал памяти г. Грайворон, Белгородская обл., РФ